# Kvaliteta života
Pojmom  Kvaliteta života  obično se opisuju čimbenici koji imaju utjecaj na životne uvjete društva ili pojedinaca. Općenito se pod pojmom kvaliteta života misli na stupanj blagostanja pojedinačne osobe ili grupe ljudi.
Jedan od faktora je fizičko blagostanje, a pored toga postoje i brojni drugi čimbenici, kao što je obrazovanje, mogućnost zapošljavanja, socijalni status, zdravlje itd.
Kvaliteta života je temeljna tema u filozofiji, medicini, vjeri, ekonomiji i politici. 
Neki znanstvenici polaze od toga da se ocjena kvalitete vlastitog života događa po vrlo subjektivnim kriterijama. Drugi govore o tome da je ocjena kvalitete života pojedinca u velikoj mjeri ovisna o individualnom temperamentu.

## Pojava pojma
Pojam  Kvaliteta života prvi put je u godini 1920. koristio Arthur Cecil Pigou. Predsjednik SAD-a John F. Kennedy ga je kasnio koristio u svojim govorima o stanju nacije. Izraz je postao popularan od 1970. godine. 

## Vanjske poveznice
- Europsko istraživanje o kvaliteti života  Arhivirana inačica izvorne stranice od 14. listopada 2011. (Wayback Machine)
- kvaliteta života, e-quality  Arhivirana inačica izvorne stranice od 9. rujna 2009. (Wayback Machine)
- glas-koncila, bioetika  Arhivirana inačica izvorne stranice od 7. studenoga 2007. (Wayback Machine)